# Eleição municipal de Ibirité em 2016
A eleição municipal de Ibirité em 2016 foi realizada para eleger um prefeito, um vice-prefeito e 15 vereadores no município de Ibirité, no estado brasileiro de Minas Gerais. Foram eleitos William Parreira Duarte e Paulo Telles da Silva para os cargos de prefeito(a) e vice-prefeito(a), respectivamente. Seguindo a Constituição, os candidatos são eleitos para um mandato de quatro anos a se iniciar em 1º de janeiro de 2017. A decisão para os cargos da administração municipal, segundo o Tribunal Superior Eleitoral, contou com 110 476 eleitores aptos e 17 304 abstenções, de forma que 15.66% do eleitorado não compareceu às urnas naquele turno.

## Antecedentes
Na eleição municipal de 2012, o então novato Antônio Pinheiro Neto (PP) foi eleito prefeito em primeiro turno com 43,71% dos votos, derrotando Paulo Teles, do PMDB, e o petista Ricardo Bernardão. Na época com 21 anos, Pinheirinho, nascido em uma das mais tradicionais famílias políticas e econômicas de Ibirité, foi o prefeito eleito mais novo de Minas Gerais com a coligação "Juventude, Trabalho e Honestidade". O mineiro atualmente ocupava o cargo de Deputado Federal, e tem bens declarados no valor de R$ 335.167,00.

## Campanha
Desde 2012, PT e PMDB cogitavam se unir para fortificar a oposição no município de Ibirité e derrotar o monopólio político da família Pinheiro, que se estendera por mais de 15 anos no local. Os nomes sondados eram o do ex-prefeito Paulo Telles (PMDB) e Ricardo Bernardão (PT) e a ideia seria inserir o Partido dos Trabalhadores em alguma chapa nas urnas. Paulo Telles acabou se aliando ao ex-vereador William Parreira (PTC), como vice-prefeito, o que gerou uma grande inimizade entre PMDB e PT. A campanha eleitoral de Parreira, por sua vez, se sobressaiu justamente sobre o legado arcaico da família de Pinheirinho, com o jingle "Ibirité é do povo". Antônio Pinheiro Neto, o segundo colocado, tentou a reeleição com a ideia do poder jovem na política, o que o fez vencedor em 2012, quando se tornou um dos prefeitos mais jovens do Brasil. O petista Enir Fonseca, novo nome da esquerda no município, foi coadjuvante e recebeu apenas 1,57% dos votos.

## Resultados

### Eleição municipal de Ibirité em 2016 para Prefeito
A eleição para prefeito contou com 3 candidatos em 2016: Antonio Pinheiro Neto do Progressistas, William Parreira Duarte do Partido Trabalhista Cristão, Enir Fonseca do Partido dos Trabalhadores que obtiveram, respectivamente, 37 254, 39 060, 1 214 votos. O Tribunal Superior Eleitoral também contabilizou 15.66% de abstenções nesse turno.
| Candidato(a)                  | Vice                         | Coligação                                 | Votos recebidos | Percentual |
| ----------------------------- | ---------------------------- | ----------------------------------------- | --------------- | ---------- |
| William Parreira Duarte (PTC) | Paulo Telles da Silva        | Renovação e Experiência                   | 39060           | 50.38%     |
| Antonio Pinheiro Neto (PP)    | Dolores de Oliveira Souza    | Amor e Trabalho para Seguir em Frente     | 37254           | 48.05%     |
| Enir Fonseca (PT)             | João Cezário dos Santos Neto | Partido dos Trabalhadores (sem coligação) | 1214            | 1.57%      |

### Eleição municipal de Ibirité em 2016 para Vereador
Na decisão para o cargo de vereador na eleição municipal de 2016, foram eleitos 15 vereadores com um total de 81 967 votos válidos. O Tribunal Superior Eleitoral contabilizou 5 006 votos em branco e 6 199 votos nulos. De um total de 110 476 eleitores aptos, 17 304 (15.66%) não compareceram às urnas.
| Nome                          | Partido político                               | Coligação                                               | Votos recebidos | Percentual |
| ----------------------------- | ---------------------------------------------- | ------------------------------------------------------- | --------------- | ---------- |
| Welbert Pereira de Faria      | Partido Trabalhista Cristão (PTC)              | Unidos por Ibirite                                      | 2285            | 2.79%      |
| Djalma Justino de Matos       | Partido da Social Democracia Brasileira (PSDB) | Partido da Social Democracia Brasileira (sem coligação) | 1965            | 2.4%       |
| Francisco Soares de Oliveira  | Partido Trabalhista Brasileiro (PTB)           | Partido Trabalhista Brasileiro (sem coligação)          | 1924            | 2.35%      |
| Antonio do Carmo Tomaz        | Democratas (DEM)                               | Democratas (sem coligação)                              | 1687            | 2.06%      |
| Laercio Marinho Dias          | Democratas (DEM)                               | Democratas (sem coligação)                              | 1546            | 1.89%      |
| João Alexandre Campos         | Partido Verde (PV)                             | Partido Verde (sem coligação)                           | 1432            | 1.75%      |
| Claudio Roberto da Silva      | Partido Progressista (PP)                      | Partido Progressista (sem coligação)                    | 1406            | 1.72%      |
| Daniel Belmiro de Almeida     | Partido Progressista (PP)                      | Partido Progressista (sem coligação)                    | 1401            | 1.71%      |
| Osvaldo Alves da Silva        | Partido Social Liberal (PSL)                   | Partido Social Liberal (sem coligação)                  | 1194            | 1.46%      |
| Ropsom Neres Corsino          | Partido Popular Socialista (PPS)               | Partido Popular Socialista (sem coligação)              | 1088            | 1.33%      |
| Daniel Sergio de Jesus        | Partido Humanista da Solidariedade (PHS)       | Partido Humanista da Solidariedade (sem coligação)      | 1069            | 1.3%       |
| Dimas Ramos de Miranda        | Partido Republicano Brasileiro (PRB)           | Partido Republicano Brasileiro (sem coligação)          | 1046            | 1.28%      |
| Marclene Rodrigues dos Santos | Partido Popular Socialista (PPS)               | Partido Popular Socialista (sem coligação)              | 1021            | 1.25%      |
| Alan Fernandes Rocha          | Partido Trabalhista Cristão (PTC)              | Unidos por Ibirite                                      | 784             | 0.96%      |
| Ulisses Ramos Pedrassi        | Partido Humanista da Solidariedade (PHS)       | Partido Humanista da Solidariedade (sem coligação)      | 556             | 0.68%      |

## Análise
O resultado da eleição municipal de Ibirité em 2012 foi um grande marco para com a renovação política  do local, que estava sob o domínio da família Pinheiro a mais de uma década. Esta, por sua vez, foi a grande fraqueza de Antônio Pinheiro Neto, que se envolveu também em outras polêmicas, como a do decreto do "IPTU Premiado", um suposto projeto de lei que isentaria algum ibiritenense em dia com o tributo de pagar o mesmo no ano de 2015. Não existe o relato de nenhum ganhador da premiação. 
É notável também a fraqueza política da esquerda e a supremacia do conservadorismo no município, além da anacrônica dificuldade de emplacamento de campanhas inovadoras com a ausência de veículos de comunicação próprios.